# داویدوواتس (پاراچین)
داویدوواتس (به صربی: Davidovac) یک منطقهٔ مسکونی در صربستان است که در ناحیه پوموراولیه واقع شده‌است. داویدوواتس ۴۶۱ نفر جمعیت دارد.